# Grand Prix automobile d'Afrique du Sud 1984
Résultats du Grand Prix automobile d'Afrique du Sud de Formule 1 1984 qui a eu lieu sur le circuit du Kyalami près de Johannesburg le 7 avril 1984.

## Classement
| Pos. | No | Pilote             | Écurie            | Tours | Temps/Abandon                      | Grille | Points |
| ---- | -- | ------------------ | ----------------- | ----- | ---------------------------------- | ------ | ------ |
| 1    | 8  | Niki Lauda         | McLaren-TAG       | 75    | 1 h 29 min 23 s 430 (206,599 km/h) | 8      | 9      |
| 2    | 7  | Alain Prost        | McLaren-TAG       | 75    | + 1 min 05 s 950                   | 5      | 6      |
| 3    | 16 | Derek Warwick      | Renault           | 74    | + 1 tour                           | 9      | 4      |
| 4    | 22 | Riccardo Patrese   | Alfa Romeo        | 73    | + 2 tours                          | 18     | 3      |
| 5    | 26 | Andrea De Cesaris  | Ligier-Renault    | 73    | + 2 tours                          | 14     | 2      |
| 6    | 19 | Ayrton Senna       | Toleman-Hart      | 72    | + 3 tours                          | 13     | 1      |
| 7    | 11 | Elio De Angelis    | Lotus-Renault     | 71    | + 4 tours                          | 7      |        |
| 8    | 21 | Mauro Baldi        | Spirit-Hart       | 71    | + 4 tours                          | 20     |        |
| 9    | 17 | Marc Surer         | Arrows-Ford       | 71    | + 4 tours                          | 23     |        |
| 10   | 25 | François Hesnault  | Ligier-Renault    | 71    | + 4 tours                          | 17     |        |
| Dsq. | 3  | Martin Brundle     | Tyrrell-Ford      | 71    | Disqualifié                        | 25     |        |
| 11   | 27 | Michele Alboreto   | Ferrari           | 70    | Alimentation                       | 10     |        |
| 12   | 18 | Thierry Boutsen    | Arrows-Ford       | 70    | + 5 tours                          | 26     |        |
| Abd. | 15 | Patrick Tambay     | Renault           | 66    | Panne d'essence                    | 4      |        |
| Abd. | 5  | Jacques Laffite    | Williams-Honda    | 60    | Perte d'une roue                   | 11     |        |
| Dsq. | 4  | Stefan Bellof      | Tyrrell-Ford      | 60    | Disqualifié                        | 24     |        |
| Abd. | 14 | Manfred Winkelhock | ATS-BMW           | 53    | Soupape                            | 12     |        |
| Abd. | 6  | Keke Rosberg       | Williams-Honda    | 51    | Transmission                       | 2      |        |
| Abd. | 12 | Nigel Mansell      | Lotus-Renault     | 51    | Alimentation                       | 3      |        |
| Abd. | 28 | René Arnoux        | Ferrari           | 40    | Allumage                           | 15     |        |
| Abd. | 1  | Nelson Piquet      | Brabham-BMW       | 29    | Turbo                              | 1      |        |
| Abd. | 20 | Johnny Cecotto     | Toleman-Hart      | 26    | Crevaison                          | 19     |        |
| Abd. | 9  | Philippe Alliot    | RAM-Hart          | 24    | Pompe à eau                        | 22     |        |
| Abd. | 10 | Jonathan Palmer    | RAM-Hart          | 22    | Boîte de vitesses                  | 21     |        |
| Abd. | 2  | Teo Fabi           | Brabham-BMW       | 18    | Turbo                              | 6      |        |
| Abd. | 23 | Eddie Cheever      | Alfa Romeo        | 4     | Radiateur                          | 16     |        |
| Np.  | 24 | Piercarlo Ghinzani | Osella-Alfa Romeo |       | Accident                           |        |        |

- À la suite du forfait de Piercarlo Ghinzani, victime d'un accident durant le tour de chauffe, initialement qualifié à la vingtième place, tous les concurrents qualifiés derrière lui bénéficient d'une position avancée d'une place sur la grille de départ[1].
- Initialement non qualifié, Thierry Boutsen est autorisé à prendre le départ depuis la vingt-sixième et dernière place sur la grille à la suite du forfait de Ghinzani qui libère une place.

## Pole position et record du tour
- Pole position : Nelson Piquet en 1 min 04 s 871 (vitesse moyenne : 227,750 km/h).
- Meilleur tour en course : Patrick Tambay en 1 min 08 s 877 au 64e tour (vitesse moyenne : 214,504 km/h).

## Tours en tête
- Keke Rosberg : 1 (1)
- Nelson Piquet : 19 (2-20)
- Niki Lauda : 55 (21-75)

## À noter
- 20e victoire pour Niki Lauda.
- 32e victoire pour McLaren en tant que constructeur.
- 2e victoire pour TAG-Porsche en tant que motoriste.
- 1er podium pour Derek Warwick.
- 1er point pour Ayrton Senna.
- Thierry Boutsen est victime d'une erreur de classement : il est classé 12e à cinq tours alors qu'il est arrivé 9e à quatre tours.
- Piercarlo Ghinzani, non qualifié pour cette course, a été victime lors du tour de chauffe d'un grave accident au cours duquel sa monoplace est sortie violemment de la piste et s'est embrasée.
- Alain Prost a été contraint de partir de la ligne des stands à bord de sa voiture de réserve en dernière position après avoir été victime d'un problème de pompe à essence pendant le tour de formation.
- Les deux pilotes de l'écurie Tyrrell-Ford, Martin Brundle (qui fut classé 11e de la course) et Stefan Bellof (qui lui dut abandonner), seront plus tard disqualifiés de toutes les courses de la saison à la suite de la révélation de la tricherie de l'écurie britannique qui faisait partir ses voitures en dessous du poids légal, puis les lestait en fin de course avec des billes de plomb injectées dans le réservoir lors d'un simulacre de ravitaillement en eau du système de freinage, les monoplaces passaient ainsi avec succès le contrôle technique d'après course.